# Castanheira do Vouga
Castanheira do Vouga ist ein Dorf und eine ehemalige Gemeinde (Freguesia) im portugiesischen Kreis Águeda.
In der Freguesia Castanheira do Vouga lebten 642 Einwohner (Stand 30. Juni 2011) auf einer Fläche von 29,7 km².

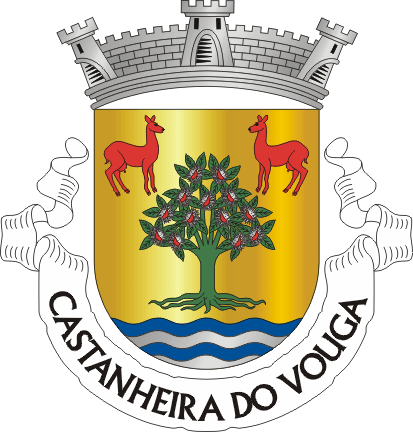
Das Wappen der ehemaligen Freguesia

Am 29. September 2013 wurden die Freguesias Castanheira do Vouga, Belazaima do Chão und Agadão zur neuen Freguesia União das Freguesias de Belazaima do Chão, Castanheira do Vouga e Agadão zusammengefasst. Castanheira do Vouga ist Sitz dieser neu gebildeten Freguesia.